# Кубок Азії з футболу 2015
Кубок Азії 2015 (англ. 2015 AFC Asian Cup) — футбольний турнір серед азійських збірних. 16-й за ліком Кубок Азії, фінальний турнір якого проходив у Австралії, яка подала єдину заявку. 
Турнір тривав з 9 по 31 січня 2015 року. Переможцем стали господарі змагань збірна Австралії, що здолала в фіналі в додатковий час збірну Південної Кореї і отримала право грати на Кубку конфедерацій 2017 року, який пройде в Росії.

## Кваліфікація
Команди, які зайняли перше, друге та третє місця у Кубку Азії з футболу 2011 та команда-господар турніру автоматично кваліфікуються до турніру. Якщо команда-господар турніру займе призове місце на Кубку Азії з футболу 2011, то команда, яка посіла четверте місце, не отримує автоматичної путівки на турнір. Переможці Кубків виклику АФК 2012 та 2014 кваліфікуються до фінальної частини Кубку Азії з футболу 2015. Всі інші путівки на турнір будуть розіграні у кваліфікаційному раунді, формат якого буде встановлено додатково.

### Список учасників

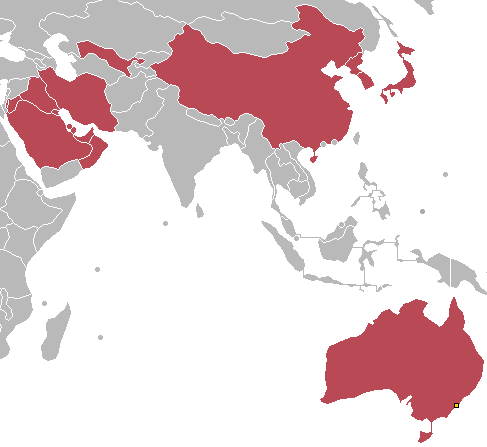
Учасники змагань

Автоматично потрапили на турнір:
- Австралія — організатор
- Японія — переможець Кубка Азії 2011
- Південна Корея — 3-й призер Кубка Азії 2011

Переможці Кубка виклику АФК:
- Північна Корея — переможець Кубка виклику 2012
- Палестина — переможець Кубка виклику 2014

За результатами кваліфікації:
- Бахрейн
- Іран
- Катар
- Кувейт
- ОАЕ
- Оман
- Саудівська Аравія
- Узбекистан
- Йорданія
- Ірак
- Китай

## Стадіони
| Брисбен Ньюкасл Сідней Канберра Мельбурн      | Брисбен Ньюкасл Сідней Канберра Мельбурн | Брисбен                         |
| Брисбен Ньюкасл Сідней Канберра Мельбурн      | Брисбен Ньюкасл Сідней Канберра Мельбурн | «Брисбен Стедіум»               |
| Брисбен Ньюкасл Сідней Канберра Мельбурн      | Брисбен Ньюкасл Сідней Канберра Мельбурн | Місткість: 52 500               |
| Брисбен Ньюкасл Сідней Канберра Мельбурн      | Брисбен Ньюкасл Сідней Канберра Мельбурн | «Санкорп Стедіум» 2006 року     |
| Брисбен Ньюкасл Сідней Канберра Мельбурн      | Брисбен Ньюкасл Сідней Канберра Мельбурн | Ньюкасл                         |
| Брисбен Ньюкасл Сідней Канберра Мельбурн      | Брисбен Ньюкасл Сідней Канберра Мельбурн | «Ньюкасл Стедіум»               |
| Брисбен Ньюкасл Сідней Канберра Мельбурн      | Брисбен Ньюкасл Сідней Канберра Мельбурн | Місткість: 33 000               |
| Брисбен Ньюкасл Сідней Канберра Мельбурн      | Брисбен Ньюкасл Сідней Канберра Мельбурн | «Хантер Стэдиум» в 2011 году    |
| Мельбурн                                      | Канберра                                 | Сідней                          |
| «Прямокутний стадіон»                         | «Канберра Стедіум»                       | «Австралія Стедіум»             |
| Місткість: 30 050                             | Місткість: 25 000                        | Місткість: 83 500               |
| Мельбурнський «Прямокутний стадіон» 2010 року | «Канберра Стедіум» в 2005 році           | «Австралія Стедіум» в 2006 році |

## Телемовлення
Турнір буде транслюватися в прямому ефірі близько 100 телеканалами, що охоплюють весь світ. Очікується, що 2,5 мільярда людей будуть дивитися матчі турніру через телебачення. Нижче наведено список телеканалів — правовласників мовлення Кубка Азії 2015.
| Територія                               | Канал                      |
| --------------------------------------- | -------------------------- |
| Країни Азійсько-Тихоокеанського регіону | Fox International Channels |
| Країни Європи                           | Eurosport                  |
| Країни Ліги арабських держав            | Bein Sports                |
| Країни Північної Америки                | ONE World Sports           |
| Австралія                               | Fox Sports, ABC            |
| Бразилія                                | SporTV                     |
| Гонконг                                 | Now TV                     |
| Індонезія                               | RCTI                       |
| Іран                                    | IRIB                       |
| КНР                                     | CCTV                       |
| Малайзія                                | Media Prima                |
| Нова Зеландія                           | Sky Sport                  |
| Південна Корея                          | SBS MBC                    |
| Таїланд                                 | Channel 7                  |
| Узбекистан                              | Sport-UZ                   |
| Філіппіни                               | ABS-CBN                    |
| ПАР                                     | SABC                       |
| Японія                                  | NHK, TV Asahi              |

## Арбітри турніру
Всього в турнірі будуть задіяні 40 футбольних арбітрів, включаючи помічників суддів та резервних арбітрів. Кожна суддівська бригада, яких налічується одинадцять, складається з трьох офіційних представників матчу з однієї і тієї ж країни.
| Арбітри                   | Асистенти арбітра     | Асистенти арбітра        |
| ------------------------- | --------------------- | ------------------------ |
| Бенджамін Вільямс         | Метью Крім            | Пауль Цетранголо         |
| Наваф Шукралла            | Ясер Тулефат          | Ібрахім Салех            |
| Аліреза Фагані            | Реза Сохандан         | Мухаммед Реза Абольфазлі |
| Рьюї Сато                 | Тору Сагара           | Тошиюкі Нагі             |
| Кім Донг Джин             | Донг Хай Санг         | Янг Бюнг Ун              |
| Абдуллах аль-Хілалі       | Хамад аль-Маяхі       | Абу Бакр аль-Амрі        |
| Абдульрахман Абду         | Талеб аль-Маррі       | Рамзан аль-Наемі         |
| Фахад Аль-Мірдасі         | Бадр аль-Шумрані      | Абдулла аль-Шалваі       |
| Абдулла Хассан Мохаммед   | Мохаммед аль-Хаммаді  | Хасан аль-махру          |
| Равшан Ірматов            | Абдухамідулло Расулов | Джахонгир Саїдов         |
| Мухаммед Такі аль-Джафарі | Лі Цзу Лианг          | Джеффрі Гу               |

| Резервні арбітри       | Резервні помічники арбітра | Резервні помічники арбітра |
| ---------------------- | -------------------------- | -------------------------- |
| Махді Аміруль Ізван    | Махді Юсрі Мухаммед        | Азман Ісмаїл               |
| Хеттікамканамге Перера | Палітха Хематунга          | —                          |
| Нг Чу Кок              | Чоу Чун Кіт                | —                          |

## Збірні
Кожна збірна заявляє список з 23 гравців (три з яких повинні бути воротарями), які мали бути оголошені до 30 грудня 2014 року

## Груповий етап

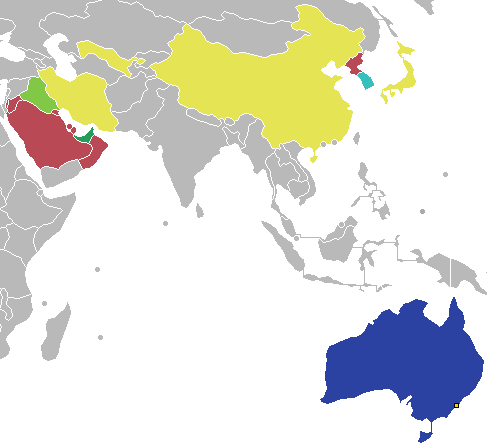
Учасники змагань
Чемпіон
Фіналіст
3-тє місце
4-те місце
Чвертьфінал
Груповий етап

Найкращі дві команди з кожної групи проходять в раунд плей-оф.
При рівності очок у двох або більше команд, положення в таблиці визначається за такими показниками:
1) більша кількість очок, набраних у матчах групового етапу між собою;
2) найкраща різниця забитих та пропущених м'ячів у матчах групового етапу між собою;
3) більша кількість забитих м'ячів у матчах групового етапу між собою;
4) найкраща різниця забитих та пропущених м'ячів у всіх матчах групового етапу;
5) більша кількість забитих м'ячів у всіх матчах групового етапу;
6) перемога в серії пенальті, яка проводиться в тому випадку, якщо дві команди мають рівні показники по пунктах 1—5 і грають між собою в останньому турі;
7) менша кількість жовтих та червоних карток, отриманих гравцями команди в усіх матчах групового етапу;
8) жереб.

### Група A
| М | Команда        | І | В | Н | П | РМ  | О |
| - | -------------- | - | - | - | - | --- | - |
| 1 | Південна Корея | 3 | 3 | 0 | 0 | 3−0 | 9 |
| 2 | Австралія      | 3 | 2 | 0 | 1 | 8−2 | 6 |
| 3 | Оман           | 3 | 1 | 0 | 2 | 1−5 | 3 |
| 4 | Кувейт         | 3 | 0 | 0 | 3 | 1−6 | 0 |

| 9 січня 2015   |     |                |                                 |
| Австралія      | 4–1 | Кувейт         | «Прямокутний стадіон», Мельбурн |
| 10 січня 2015  |     |                |                                 |
| Південна Корея | 1–0 | Оман           | «Канберра Стедіум», Канберра    |
| 13 січня 2015  |     |                |                                 |
| Кувейт         | 0–1 | Південна Корея | «Канберра Стедіум», Канберра    |
| Оман           | 0–4 | Австралія      | «Австралія Стедіум», Сідней     |
| 17 січня 2015  |     |                |                                 |
| Австралія      | 0–1 | Південна Корея | «Брисбен Стедіум», Брисбен      |
| Оман           | 1–0 | Кувейт         | «Ньюкасл Стедіум», Ньюкасл      |

### Група B
| М | Команда           | І | В | Н | П | РМ  | О |
| - | ----------------- | - | - | - | - | --- | - |
| 1 | КНР               | 3 | 3 | 0 | 0 | 5−2 | 9 |
| 2 | Узбекистан        | 3 | 2 | 0 | 1 | 5−3 | 6 |
| 3 | Саудівська Аравія | 3 | 1 | 0 | 2 | 5−5 | 3 |
| 4 | Північна Корея    | 3 | 0 | 0 | 3 | 2−7 | 0 |

| 10 січня 2015     |     |                   |                                 |
| Узбекистан        | 1–0 | Північна Корея    | «Австралія Стедіум», Сідней     |
| Саудівська Аравія | 0–1 | КНР               | «Брисбен Стедіум», Брисбен      |
| 14 січня 2015     |     |                   |                                 |
| Північна Корея    | 1–4 | Саудівська Аравія | «Прямокутний стадіон», Мельбурн |
| КНР               | 2–1 | Узбекистан        | «Брисбен Стедіум», Брисбен      |
| 18 січня 2015     |     |                   |                                 |
| Узбекистан        | 3–1 | Саудівська Аравія | «Прямокутний стадіон», Мельбурн |
| КНР               | 2–1 | Північна Корея    | «Канберра Стедіум», Канберра    |

### Група C
| М | Команда | І | В | Н | П | РМ  | О |
| - | ------- | - | - | - | - | --- | - |
| 1 | Іран    | 3 | 3 | 0 | 0 | 4−0 | 9 |
| 2 | ОАЕ     | 3 | 2 | 0 | 1 | 6−3 | 6 |
| 3 | Бахрейн | 3 | 1 | 0 | 2 | 3−5 | 3 |
| 4 | Катар   | 3 | 0 | 0 | 3 | 2−7 | 0 |

| 11 січня 2015 |     |         |                                 |
| ОАЕ           | 4–1 | Катар   | «Канберра Стедіум», Канберра    |
| Іран          | 2–0 | Бахрейн | «Прямокутний стадіон», Мельбурн |
| 15 січня 2015 |     |         |                                 |
| Бахрейн       | 1–2 | ОАЕ     | «Канберра Стедіум», Канберра    |
| Катар         | 0–1 | Іран    | «Австралія Стедіум», Сідней     |
| 19 січня 2015 |     |         |                                 |
| Іран          | 1–0 | ОАЕ     | «Брисбен Стедіум», Брисбен      |
| Катар         | 1–2 | Бахрейн | «Австралія Стедіум», Сідней     |

### Група D
| М | Команда   | І | В | Н | П | РМ   | О |
| - | --------- | - | - | - | - | ---- | - |
| 1 | Японія    | 3 | 3 | 0 | 0 | 7−0  | 9 |
| 3 | Ірак      | 3 | 2 | 0 | 1 | 3−1  | 6 |
| 2 | Йорданія  | 3 | 1 | 0 | 2 | 5−4  | 3 |
| 4 | Палестина | 3 | 0 | 0 | 3 | 1−11 | 0 |

| 12 січня 2015 |     |           |                                 |
| Японія        | 4–0 | Палестина | «Ньюкасл Стедіум», Ньюкасл      |
| Йорданія      | 0–1 | Ірак      | «Брисбен Стедіум», Брисбен      |
| 16 січня 2015 |     |           |                                 |
| Палестина     | 1–5 | Йорданія  | «Прямокутний стадіон», Мельбурн |
| Ірак          | 0–1 | Японія    | «Брисбен Стедіум», Брисбен      |
| 20 січня 2015 |     |           |                                 |
| Японія        | 2–0 | Йорданія  | «Прямокутний стадіон», Мельбурн |
| Ірак          | 2–0 | Палестина | «Канберра Стедіум», Канберра    |

## Плей-оф
В плей-оф при рівному рахунку в основний час, гра переходить в додатковий час, що складається з двох таймів по 15 хвилин. Якщо по їх завершенню рахунок знову рівний, призначаються післяматчеві пенальті
|  | Чвертьфінали        | Чвертьфінали       |                   |       | Півфінали   | Півфінали   |  |  | Фінал              | Фінал |
|  |                     |                    |                   |       |             |             |  |  |                    |       |
|  | 22 січня – Мельбурн |                    |                   |       |             |             |  |  |                    |       |
|  |                     |                    |                   |       |             |             |  |  |                    |       |
|  | Південна Корея      | 2                  |                   |       |             |             |  |  |                    |       |
|  | Південна Корея      | 2                  | 26 січня – Сідней |       |             |             |  |  |                    |       |
|  | Узбекистан          | 0                  |                   |       |             |             |  |  |                    |       |
|  | Узбекистан          | 0                  | Південна Корея    | 2     |             |             |  |  |                    |       |
|  | 23 січня – Канберра |                    | Південна Корея    | 2     |             |             |  |  |                    |       |
|  |                     | Ірак               | 0                 |       |             |             |  |  |                    |       |
|  | Іран                | Ірак               | 0                 | 3 (6) |             |             |  |  |                    |       |
|  | Іран                |                    | 31 січня – Сідней | 3 (6) |             |             |  |  |                    |       |
|  | Ірак                | 3 (7)              |                   |       |             |             |  |  |                    |       |
|  | Ірак                | 3 (7)              | Південна Корея    | 1     |             |             |  |  |                    |       |
|  | 22 січня – Брисбен  |                    | Південна Корея    | 1     |             |             |  |  |                    |       |
|  |                     | Австралія          | 2                 |       |             |             |  |  |                    |       |
|  | КНР                 | Австралія          | 2                 | 0     |             |             |  |  |                    |       |
|  | КНР                 | 27 січня – Ньюкасл |                   | 0     |             |             |  |  |                    |       |
|  | Австралія           | 2                  |                   |       |             |             |  |  |                    |       |
|  | Австралія           | 2                  | Австралія         | 2     | Третє місце | Третє місце |  |  |                    |       |
|  | 23 січня – Сідней   |                    | Австралія         | 2     | Третє місце | Третє місце |  |  |                    |       |
|  |                     | ОАЕ                | 0                 |       |             |             |  |  |                    |       |
|  | Японія              | ОАЕ                | 0                 | 1 (4) | Ірак        | 2           |  |  |                    |       |
|  | Японія              |                    |                   | 1 (4) | Ірак        | 2           |  |  |                    |       |
|  | ОАЕ                 | 1 (5)              |                   | ОАЕ   | 3           |             |  |  |                    |       |
|  | ОАЕ                 | 1 (5)              |                   |       | 3           |             |  |  |                    |       |
|  |                     |                    |                   |       |             |             |  |  | 30 січня – Ньюкасл |       |
|  |                     |                    |                   |       |             |             |  |  |                    |       |

### Чвертьфінали
| 22 січня 2015 18:30 UTC+11 |

| Південна Корея         | 2–0 (д.ч.) | Узбекистан |
| ---------------------- | ---------- | ---------- |
| Сон Хин Мін 104', 120' | Протокол   |            |

| «Прямокутний стадіон», Мельбурн Глядачів: 23 381 Арбітр: Фахад Аль-Мірдасі |

| 22 січня 2015 20:30 UTC+10 |

| КНР | 0–2      | Австралія       |
| --- | -------- | --------------- |
|     | Протокол | Кегілл 49', 65' |

| «Брисбен Стедіум», Брисбен Глядачів: 46 067 Арбітр: Кім Чжон Хьок |

| 23 січня 2015 17:30 UTC+11 |

| Іран                                        | 3–3 (пен. 6–7) | Ірак                                   |
| ------------------------------------------- | -------------- | -------------------------------------- |
| Азмун 24' Пураліганджі 103' Ґучаннежад 119' | Протокол       | Гані 56' Махмуд 93' Ісмаіл 116' (пен.) |

| «Канберра Стедіум», Канберра Глядачів: 18,921 Арбітр: Бенджамін Джон Вільямс |

| 23 січня 2015 20:30 UTC+11 |

| Японія       | 1–1 (пен. 4–5) | ОАЕ       |
| ------------ | -------------- | --------- |
| Сібасакі 81' | Протокол       | Мабхут 7' |

| «Австралія Стедіум», Сідней Глядачів: 19,094 Арбітр: Аліреза Фагані |

### Півфінали
| 26 січня 2015 20:00 UTC+11 |

| Південна Корея                    | 2–0      | Ірак |
| --------------------------------- | -------- | ---- |
| Лі Джун Хьоп 20' Кім Йон Гвон 50' | Протокол |      |

| «Австралія Стедіум», Сідней Глядачів: 36,053 Арбітр: Рюі Сато |

| 27 січня 2015 20:00 UTC+11 |

| Австралія                               | 2–0      | ОАЕ |
| --------------------------------------- | -------- | --- |
| Трент Сейнсбері 3' Джейсон Девідсон 14' | Протокол |     |

| «Ньюкасл Стедіум», Ньюкасл Глядачів: 21,079 Арбітр: Равшан Ірматов |

### Матч за 3-тє місце
| 30 січня 2015 20:00 UTC+11 |

| Ірак                             | 2–3      | ОАЕ                                        |
| -------------------------------- | -------- | ------------------------------------------ |
| Валід Салем 28' Амджад Калаф 42' | Протокол | Ахмед Халіл 16', 51' Алі Мабхут 57' (пен.) |

| «Ньюкасл Стедіум», Ньюкасл Глядачів: 12,829 Арбітр: Наваф Шукралла |

### Фінал
| 31 січня 2015 20:00 UTC+11 |

| Південна Корея    | 1–2 (д.ч.) | Австралія                             |
| ----------------- | ---------- | ------------------------------------- |
| Сон Хин Мін 90+1' | Протокол   | Массімо Луонго 45' Джеймс Троїсі 105' |

| «Австралія Стедіум», Сідней Глядачів: 76,385 Арбітр: Аліреза Фагані |

| Переможець Кубка Азії 2015 |
| -------------------------- |
| Австралія Перший титул     |

## Бомбардири
5 голи
- Алі Мабхут

4 голи
- Хамза аль-Дардур
- Ахмед Халіл

3 голи
- Тім Кегілл
- Сунь Ке
- Сон Хин Мін
- Кейсуке Хонда
- Мохаммад аль-Сахлаві

2 голи
- Массімо Луонго
- Джеймс Троїсі
- Сардар Азмун
- Реза Ґучаннежад
- Юніс Махмуд
- Ахмед Ясін
- Лі Джун Хьоп
- Сардор Рашидов

1 гол
- Джейсон Девідсон
- Міле Єдинак
- Роббі Круз
- Метт Маккай
- Марк Мілліган
- Трент Сейнсбері
- Томі Юріч
- Саєд Ахмед
- Джейсі Джон Оквунванне
- Саєд Саїд
- Дургам Ісмаіл
- Амджад Калаф
- Ясер Касім
- Валід Салем
- Мортеза Пураліганджі
- Ехсан Хаджсафі
- Масуд Шоджаї
- Юсеф аль-Равашдех
- Хассан аль-Хайдос
- Халфан Ібрагім
- У Сі
- Юй Хай
- Кім Йон Гвон
- Чо Йонг Чоль
- Нам Тхе Хі
- Лян Йон Гі
- Хуссейн Фадель
- Абдулазіз аль-Мукбалі
- Наваф аль-Абед
- Наїф Хазазі
- Джака Іхбейшех
- Оділ Ахмедов
- Ігор Сергєєв
- Вохід Шодієв
- Ясухіто Ендо
- Мая Йосіда
- Сіндзі Каґава
- Сіндзі Окадзакі
- Гаку Сібасакі

1 автогол
- Мохамед Хусаїн (проти збірної ОАЕ)
- Гао Лінь (проти збірної КНДР)